# Думка (капелла)
Национальная заслуженная академическая капелла Украины «Думка» (укр. Національна заслужена академічна капела України «Думка») — украинский музыкальный коллектив (капелла), исполняющий народную и классическую музыку.
В основе репертуара хоровые произведения без инструментального сопровождения: украинская, русская и зарубежная классика, произведения украинских композиторов. Значительное место занимают обработки украинских народных песен, а также монументальные вокально-симфонические произведения.

## История
Национальная заслуженная академическая капелла Украины «Думка» была создана в 1920 году в Киеве на базе хора консерватории как Государственная украинская странствующая капелла. Её название возникло из первых букв первоначального наименования «Державна українська мандрівна капела» («Государственная украинская разъездная капелла»).

## Награды и заслуги
- 1930 — Заслуженная капелла УССР (1930);
- 1969 — Почётная грамота Президиума Верховного Совета РСФСР (5 июня 1969 года) — за большой вклад в развитие и укрепление взаимосвязей братских национальных культур и активное участие в проведении Декады украинской литературы и искусства в РСФСР[2];
- 1972 — Орден Трудового Красного Знамени;
- 1979 — Почётная грамота Президиума Верховного Совета РСФСР[3];
- 1981 — Государственная премия УССР имени Т. Г. Шевченко.

## Руководители
- С 1920 года — Н. Ф. Городовенко
- C 1940 года — М. И. Вериковский
- С 1946 года — А. Н. Сорока
- С 1964 года — П. И. Муравский
- С 1969 года — М. М. Кречко
- С 1984 года — Е. Г. Савчук — ведущий украинский хормейстер, народный артист Украины, академик Академии искусств, лауреат Национальной премии имени Тараса Шевченко, профессор, Герой Украины